# ベルヌーイ多項式
数学において、ベルヌーイ多項式（ベルヌーイたこうしき、英: Bernoulli polynomial）とは、多くの特殊関数の研究、特にリーマンのゼータ関数やフルヴィッツのゼータ関数の研究において現れる。これはベルヌーイ多項式列がアペル列、すなわち通常の微分に対するシェファー列であることによるところが大きい。直交多項式系とは異なり、ベルヌーイ多項式列は、単位区間における x 軸との交点の個数が多項式の次数が増えるにともない増えないという点に注目すべきである。ベルヌーイ多項式を適切に定数倍し次数を大きくした極限では、正弦・余弦関数に近づく。

ベルヌーイ多項式

また、この記事では、オイラー多項式、ベルヌーイ数、オイラー数についても解説する。

## 定義
ベルヌーイ多項式 Bn の定義の仕方は（同値なものが）いくつもある。そのうちのどれを定義とするかは、目的に応じて決めればよい。

### 明示公式
n ≥ 0 に対して、
{\displaystyle B_{n}(x)=\sum _{k=0}^{n}{n \choose k}b_{n-k}x^{k},}
ただし bk はベルヌーイ数である。

### 母関数
ベルヌーイ多項式の指数型母関数は、
{\displaystyle {\frac {te^{xt}}{e^{t}-1}}=\sum _{n=0}^{\infty }B_{n}(x){\frac {t^{n}}{n!}}}
である。
また、オイラー多項式の指数型母関数は
{\displaystyle {\frac {2e^{xt}}{e^{t}+1}}=\sum _{n=0}^{\infty }E_{n}(x){\frac {t^{n}}{n!}}}
となる。

### 微分表示
D = d⁄dx は x についての微分演算として、ベルヌーイ多項式は
{\displaystyle B_{n}(x)={D \over e^{D}-1}x^{n}}
としても与えられる。ただし、この分数は形式的冪級数として展開される（演算子法を参照）。これにより
{\displaystyle \int _{a}^{x}B_{n}(u)\,du={\frac {B_{n+1}(x)-B_{n+1}(a)}{n+1}}}
が従う（後述する#積分公式の節も参照）。

### 積分表示
ベルヌーイ多項式列は
{\displaystyle \int _{x}^{x+1}B_{n}(u)\,du=x^{n}}
で決定される唯一の多項式列である。
多項式 f の上に定義される積分変換
{\displaystyle (Tf)(x)=\int _{x}^{x+1}f(u)\,du}
は、以下の単純な和
{\displaystyle {\begin{aligned}(Tf)(x)={e^{D}-1 \over D}f(x)&{}=\sum _{n=0}^{\infty }{D^{n} \over (n+1)!}f(x)\\&{}=f(x)+{f'(x) \over 2}+{f''(x) \over 6}+{f'''(x) \over 24}+\cdots ~.\end{aligned}}}
である。これは、反転公式の導出に利用できる。

## もう一つの明示公式
ベルヌーイ多項式に対する一つの明示公式が
{\displaystyle B_{m}(x)=\sum _{n=0}^{m}{\frac {1}{n+1}}\sum _{k=0}^{n}(-1)^{k}{n \choose k}(x+k)^{m}}
で与えられる（フルヴィッツのゼータ函数に対する大域収束級数表現との著しい類似性に注意せよ。実際、ζ(s, q) をフルヴィッツゼータ函数として
{\displaystyle B_{n}(x)=-n\zeta (1-n,x)}
が成り立つ。つまりある意味では、フルヴィッツゼータ函数はベルヌーイ多項式を n が非整数の場合へ一般化するものである）。
上記の明示式の内側の和は、xm の n-階前進差分、すなわち Δ を前進差分作用素として
{\displaystyle \Delta ^{n}x^{m}=\sum _{k=0}^{n}(-1)^{n-k}{n \choose k}(x+k)^{m}}
と理解することができるから、上記の明示式を
{\displaystyle B_{m}(x)=\sum _{n=0}^{m}{\frac {(-1)^{n}}{n+1}}\Delta ^{n}x^{m}}
と書くこともできる。この式を上で述べた（微分による定義の）等式から導くこともできる。x に関する微分 D に対して、前進差分 Δ は 
{\displaystyle \Delta =e^{D}-1}
に等しいから、メルカトル級数を用いて
{\displaystyle {D \over e^{D}-1}={\log(\Delta +1) \over \Delta }=\sum _{n=0}^{\infty }{(-\Delta )^{n} \over n+1}}
を得る。この作用素を xm のような m-次多項式の上に作用させる限り、右辺の和は n を 0 から m まで動かした有限和にすることができる。
ベルヌイ多項式の積分表示は有限差分としての表示から得られるノルルンド–ライス積分で与えられる。
オイラー多項式に対する一つの明示公式が
{\displaystyle E_{m}(x)=\sum _{n=0}^{m}{\frac {1}{2^{n}}}\sum _{k=0}^{n}(-1)^{k}{n \choose k}(x+k)^{m}}
で与えられる。これはまた、オイラー数 Ek を用いれば
{\displaystyle E_{m}(x)=\sum _{k=0}^{m}{m \choose k}{\frac {E_{k}}{2^{k}}}\left(x-{\frac {1}{2}}\right)^{m-k}}
とも書ける。

## 冪和公式
p-乗和は、
{\displaystyle \sum _{k=0}^{x}k^{p}={\frac {B_{p+1}(x+1)-B_{p+1}(0)}{p+1}}}
の様にかける(ただし00=1)。ファウルハーバーの公式も参照。

## ベルヌーイ数とオイラー数
ベルヌーイ数は、ベルヌーイ多項式を用いて、{\displaystyle \textstyle B_{n}=B_{n}(0)}とかける。  
この定義は{\displaystyle \textstyle \zeta (-n)=-{\frac {1}{n+1}}B_{n+1}}を{\displaystyle \textstyle n=0,1,2\cdots }に対し与える。 
別の定義では、ベルヌーイ数は{\displaystyle \textstyle B_{n}=B_{n}(1)}とされる。
二つの定義は、{\displaystyle B_{1}(1)={\frac {1}{2}}=-B_{1}(0)}から{\displaystyle n=0}の場合に対してのみ異なる。
また、オイラー数は、オイラー多項式を用いて、{\displaystyle E_{n}=2^{n}E_{n}({\frac {1}{2}})}とかける。

## 低次の場合の明示展開
最初のいくつかのnに対するベルヌーイ多項式は以下のようになる。
{\displaystyle B_{0}(x)=1\,}
{\displaystyle B_{1}(x)=x-{\frac {1}{2}}\,}
{\displaystyle B_{2}(x)=x^{2}-x+{\frac {1}{6}}\,}
{\displaystyle B_{3}(x)=x^{3}-{\frac {3}{2}}x^{2}+{\frac {1}{2}}x\,}
{\displaystyle B_{4}(x)=x^{4}-2x^{3}+x^{2}-{\frac {1}{30}}\,}
{\displaystyle B_{5}(x)=x^{5}-{\frac {5}{2}}x^{4}+{\frac {5}{3}}x^{3}-{\frac {1}{6}}x\,}
{\displaystyle B_{6}(x)=x^{6}-3x^{5}+{\frac {5}{2}}x^{4}-{\frac {1}{2}}x^{2}+{\frac {1}{42}}.\,}
また、最初のいくつかのnに対するオイラー多項式は以下のようになる。
{\displaystyle E_{0}(x)=1\,}
{\displaystyle E_{1}(x)=x-{\frac {1}{2}}\,}
{\displaystyle E_{2}(x)=x^{2}-x\,}
{\displaystyle E_{3}(x)=x^{3}-{\frac {3}{2}}x^{2}+{\frac {1}{4}}\,}
{\displaystyle E_{4}(x)=x^{4}-2x^{3}+x\,}
{\displaystyle E_{5}(x)=x^{5}-{\frac {5}{2}}x^{4}+{\frac {5}{2}}x^{2}-{\frac {1}{2}}\,}
{\displaystyle E_{6}(x)=x^{6}-3x^{5}+5x^{3}-3x.\,}

## 最大値と最小値
n が大きくなるにつれ、Bn(x) の x = 0 と x = 1 の間での変動量は大きくなる。例えば
{\displaystyle B_{16}(x)=x^{16}-8x^{15}+20x^{14}-{\frac {182}{3}}x^{12}+{\frac {572}{3}}x^{10}-429x^{8}+{\frac {1820}{3}}x^{6}-{\frac {1382}{3}}x^{4}+140x^{2}-{\frac {3617}{510}}}
は x = 0 における値が（x = 1 における値も）−3617/510 ≈ −7.09 である一方、x = 1/2 における値は 118518239/3342336 ≈ +7.09 である。 デリック・ヘンリー・レーマーは Bn(x) の 0 と 1 の間での最大値が n が法 4 に関して 2 でない限り
{\displaystyle M_{n}<{\frac {2n!}{(2\pi )^{n}}}}
を満たすことを示した。n が法 4 に関して 2 であるときは、
{\displaystyle M_{n}={\frac {2\zeta (n)n!}{(2\pi )^{n}}}}
（ここで {\displaystyle \zeta (x)} はリーマンゼータ関数）となる。一方で、最小値は n が法 4 に関して 0 でない限り
{\displaystyle m_{n}>{\frac {-2n!}{(2\pi )^{n}}}}
を満たす。n が法 4 に関して 0 であるときは、
{\displaystyle m_{n}={\frac {-2\zeta (n)n!}{(2\pi )^{n}}}}
である。これらの評価は実際の最大値・最小値に極めて近く、またレーマーはより精緻な評価も与えている。

## 微分と差分
陰計算により、ベルヌーイ多項式およびオイラー多項式に関する多くの関係式が得られる。
{\displaystyle \Delta B_{n}(x)=B_{n}(x+1)-B_{n}(x)=nx^{n-1},}
{\displaystyle \Delta E_{n}(x)=E_{n}(x+1)-E_{n}(x)=2(x^{n}-E_{n}(x)).}
(Δは前進差分作用素)。
これらの多項式列はアペル列である。即ち
{\displaystyle B_{n}'(x)=nB_{n-1}(x),}
{\displaystyle E_{n}'(x)=nE_{n-1}(x).}
を満たす。

### 平行移動
{\displaystyle B_{n}(x+y)=\sum _{k=0}^{n}{n \choose k}B_{k}(x)y^{n-k},}
{\displaystyle E_{n}(x+y)=\sum _{k=0}^{n}{n \choose k}E_{k}(x)y^{n-k}.}
これらの等式が成り立つこともまた、これらの多項式列がアペル列であるという主張と同値である。（エルミート多項式列も同様の例として挙げられる）。

### 対称性
{\displaystyle B_{n}(1-x)=(-1)^{n}B_{n}(x)\quad (n\geq 0),}
{\displaystyle E_{n}(1-x)=(-1)^{n}E_{n}(x),}
{\displaystyle (-1)^{n}B_{n}(-x)=B_{n}(x)+nx^{n-1},}
{\displaystyle (-1)^{n}E_{n}(-x)=-E_{n}(x)+2x^{n},}
{\displaystyle B_{n}(1/2)=(1/2^{n-1}-1)B_{n}\quad (n\geq 0)}: 後述の乗法公式から従う。
孫智偉とハオ・パンは以下の驚くべき対称関係を確立した。今、 r + s + t = nかつ x + y + z = 1とすると、
{\displaystyle r[s,t;x,y]_{n}+s[t,r;y,z]_{n}+t[r,s;z,x]_{n}=0,}
が成り立つ。ただし、
{\displaystyle [s,t;x,y]_{n}=\sum _{k=0}^{n}(-1)^{k}{s \choose k}{t \choose {n-k}}B_{n-k}(x)B_{k}(y)}
である。

## フーリエ級数
ベルヌーイ多項式のフーリエ級数は、
{\displaystyle B_{n}(x)=-{\frac {n!}{(2\pi i)^{n}}}\sum _{k\not =0}{\frac {e^{2\pi ikx}}{k^{n}}}=-2n!\sum _{k=1}^{\infty }{\frac {\cos \left(2k\pi x-{\frac {n\pi }{2}}\right)}{(2k\pi )^{n}}}}
なる式で与えられるディリクレ級数でもある（単純に n が大きいとき、適当にスケール変換された三角函数に近づくことに注意せよ）。
これはフルヴィッツのゼータ函数に対する同様の表示の特別の場合
{\displaystyle B_{n}(x)=-\Gamma (n+1)\sum _{k=1}^{\infty }{\frac {\exp(2\pi ikx)+e^{i\pi n}\exp(2\pi ik(1-x))}{(2\pi ik)^{n}}}}
である。この展開は n ≥ 2 のとき 0 ≤ x ≤ 1 で、n = 1 のとき 0 < x < 1 で有効である。
オイラー多項式のフーリエ級数も求められる。フーリエ余弦係数とフーリエ正弦係数を以下のように定義すると。
{\displaystyle C_{\nu }(x)=\sum _{k=0}^{\infty }{\frac {\cos((2k+1)\pi x)}{(2k+1)^{\nu }}},}
{\displaystyle S_{\nu }(x)=\sum _{k=0}^{\infty }{\frac {\sin((2k+1)\pi x)}{(2k+1)^{\nu }}}.}
ただし、{\displaystyle \nu >1}とする。また、
{\displaystyle C_{2n}(x)={\frac {(-1)^{n}}{4(2n-1)!}}\pi ^{2n}E_{2n-1}(x)}
{\displaystyle S_{2n+1}(x)={\frac {(-1)^{n}}{4(2n)!}}\pi ^{2n+1}E_{2n}(x)}
である。Cν および Sν はそれぞれ（x = 1/2 に関して）奇関数および偶関数、即ち
{\displaystyle C_{\nu }(x)=-C_{\nu }(1-x),}
{\displaystyle S_{\nu }(x)=S_{\nu }(1-x)}
を満たすことに注意せよ。これらはルジャンドルのカイ関数 {\displaystyle \chi _{\nu }}を用いて、
{\displaystyle C_{\nu }(x)=\operatorname {\Re {\mathit {e}}} \chi _{\nu }(e^{ix}),}
{\displaystyle S_{\nu }(x)=\operatorname {\Im {\mathit {m}}} \chi _{\nu }(e^{ix})}
ともかける。

## 反転公式
ベルヌーイ多項式およびオイラー多項式は、逆にこれらの多項式列の各項を用いて単項式を表すことができる。
具体的には、#積分表示で書いたことから、
{\displaystyle x^{n}={\frac {1}{n+1}}\sum _{k=0}^{n}{n+1 \choose k}B_{k}(x)}
{\displaystyle x^{n}=E_{n}(x)+{\frac {1}{2}}\sum _{k=0}^{n-1}{n \choose k}E_{k}(x)}
と分かる。

## 下降階乗との関係
ベルヌーイ多項式は下降階乗冪{\displaystyle x^{\underline {n}}}を用いて
{\displaystyle B_{n+1}(x)=B_{n+1}+\sum _{k=0}^{n}{\frac {n+1}{k+1}}\left\{{\begin{matrix}n\\k\end{matrix}}\right\}x^{\underline {n+1}}}
と展開できる。ここで、{\displaystyle B_{n}=B_{n}(0)} および
{\displaystyle \left\{{\begin{matrix}n\\k\end{matrix}}\right\}=S(n,k)}
は第二種スターリング数をあらわす。上記とは反対に、ベルヌーイ多項式を用いて、下降階乗冪を
{\displaystyle x^{\underline {n+1}}=\sum _{k=0}^{n}{\frac {n+1}{k+1}}\left[{\begin{matrix}n\\k\end{matrix}}\right]\left(B_{k+1}(x)-B_{k+1}\right)}
と表すこともできる。ここで、
{\displaystyle {\begin{bmatrix}n\\k\end{bmatrix}}=s(n,k)}
は第一種スターリング数を表す。

## 乗法定理
この乗法定理はジョセフ・ルートヴィヒ・ラーベが1851年に与えた。
1以上の自然数mに対して、
{\displaystyle B_{n}(mx)=m^{n-1}\sum _{k=0}^{m-1}B_{n}\left(x+{\frac {k}{m}}\right)}
{\displaystyle E_{n}(mx)=m^{n}\sum _{k=0}^{m-1}(-1)^{k}E_{n}\left(x+{\frac {k}{m}}\right)\quad {\mbox{ for }}m=1,3,\dots }
{\displaystyle E_{n}(mx)={\frac {-2}{n+1}}m^{n}\sum _{k=0}^{m-1}(-1)^{k}B_{n+1}\left(x+{\frac {k}{m}}\right)\quad {\mbox{ for }}m=2,4,\dots }
である。

## 積分公式
不定積分は、
{\displaystyle \int _{a}^{x}B_{n}(t)\,dt={\frac {B_{n+1}(x)-B_{n+1}(a)}{n+1}}}
{\displaystyle \int _{a}^{x}E_{n}(t)\,dt={\frac {E_{n+1}(x)-E_{n+1}(a)}{n+1}}}
である。定積分は、
{\displaystyle \int _{0}^{1}B_{n}(t)B_{m}(t)\,dt=(-1)^{n-1}{\frac {m!n!}{(m+n)!}}B_{n+m}\quad {\mbox{ for }}m,n\geq 1}
{\displaystyle \int _{0}^{1}E_{n}(t)E_{m}(t)\,dt=(-1)^{n}4(2^{m+n+2}-1){\frac {m!n!}{(m+n+2)!}}B_{n+m+2}}
のような式が知られている。

## 周期ベルヌーイ多項式
周期ベルヌーイ多項式 Pn(x) は、x の小数部分におけるベルヌーイ多項式の値に等しい。これらの関数は、オイラーの和公式の積分に関連した和の剰余項を提供するために用いられる。最初の多項式はのこぎり波関数である。
厳密にいえば、これらの関数は多項式ではまったくないので、より適切に周期ベルヌーイ関数と呼ばれるべきである。  
以下の性質は興味深い。任意の x に対して:
- 任意の k ≠ 1 に対して、Pk(x) は連続である。
- Pk'(x) は存在して、k = 0, k ≥ 3 のとき連続である。
- k ≥ 3 に対して Pk'(x) = kPk−1(x) が成り立つ。